# 頭暈
頭暈（dizziness）是一不精确术语，为主观的感觉异常，可以指空间定向障碍、眩暈、晕厥前期、头昏眼花、头重脚轻的任何一种感觉，也可指平衡障碍，或其他非特异感（如：虚弱感、飘然感、痴傻感）。
头晕属一種空間認知和穩定度的功能性障礙。每個人都會有頭暈的時候，例如在原地旋轉，久了就可能會頭暈。
- 眩暈是人在靜止時有周圍轉動的感覺。眩暈非常擾人。常伴隨著噁心與嘔吐。大約25%的頭暈屬於眩暈[5]。
- 重心不穩（英语：equilibrioception#Dysfunction）是一種失去平衡的感覺，常常被形容為「往某個方向傾倒」。這種類型的頭暈較少伴隨著噁心或嘔吐。
- 不明的頭暈常常是起因於精神/心理因素。有時則是起因於過度換氣[6]。

中風大概佔所有單純因為頭暈而送到急診室的患者中的0.7%。

## 分類
頭暈通常有四種主要的可能：
1. 眩暈（50%）
2. 暈厥前期（英语：presyncope）（少於15%）[i]
3. 頭重腳輕（10% 左右）[ii]
4. 重心不穩（英语：disequilibrium）（少於15%）[7]

## 成因
很多疾病都會使一個人頭暈。事實上，頭暈可能是很多嚴重問題的前兆，例如：腦震盪或脑出血、癲癇和癲癇發作、驚厥、中風、腦膜炎、腦炎（又名大腦腫脹）。
然而這些成因大概可歸納為四大類（%百分比）：
1. 外周前庭功能障礙 = 10%
2. 中樞神經損傷 = 5 %
3. 精神/心理疾患  = 5 %
4. 昏昏欲墜、重心不穩 = 5%
5. 不明原因(病因未定)的頭暈 = 5 %
6. 宿醉 (Hangover) = 70%

一些前庭功能的生理可能有一些症狀與精神疾患類似。
以下列出可能與頭暈共病的疾病：

- 良性位置性眩暈
- 美尼尔氏综合症
- 前庭神經炎
- 迷路炎
- 中耳炎
- 脑肿瘤
- 聲帶神經瘤（英语：Acoustic neuroma）
- 晕动病
- 拉姆齊亨特綜合症（英语：Ramsay Hunt syndrome）
- 偏頭痛
- 多发性硬化症
- 妊娠
- 低血壓
- 低血氧
- 心肌梗死[13]
- 贫血
- 低血糖
- 賀爾蒙/激素變化 例如：甲狀腺疾病、月經、懷孕。
- 恐慌症
- 过度换气
- 焦慮
- 重性抑郁障碍
- 視覺、平衡、空間定位能力或知覺的老化。

## 機制
許多問題都可能導致頭暈，因為身體的許多部位都是身體能否維持平衡的必要條件（例如：內耳、眼睛、肌肉、骨骼、和中樞神經系統）。

常見的頭暈之生理因素：
- 腦部的血液供應不足 →原因：
  - 血壓驟降[11]
  - 心臟問題或動脈不通[11]
- 頸椎錯位[14]
- 失明或視野扭曲或Visual cues（英语：Visual cues）。[11]
- 內耳出問題[11]
- 中樞神經功能受藥物作用影響，包括但不限於：抗癲癇藥（英语：anticonvulsants）和鎮靜劑。[11]
- 處方藥的副作用，包括但不限於：氫離子幫浦阻斷劑（PPI）和Coumadin。[15][16]

## 盛行率
報告指出，大約20%~30%的人曾在前一年的某個時間點歷經頭暈。

## 註解

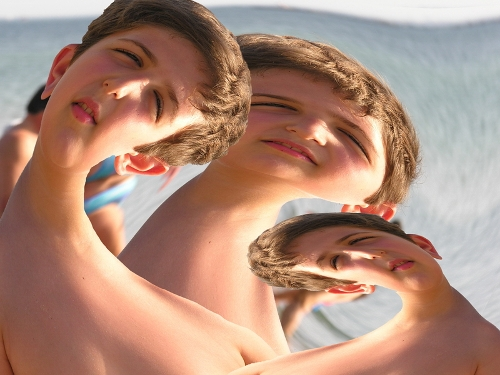
頭暈時，腦海中可能出現的扭曲畫面（distorted view）

1. ↑  昏厥 (syncope) 為已經昏厥
2. ↑  Definition: If you feel light-headed, you feel weak and as if you are going to lose your balance.

## 外部連結
- Dizzytimes.com （页面存档备份，存于） Online Community for Sufferers of Vertigo and Dizziness
- Dysautonomia Youth Network of America, Inc. （页面存档备份，存于）
- 頭暈目眩病因多  楊智超醫師-國立臺灣大學醫學院附設醫院 （页面存档备份，存于）